# Mike Paradinas
Mike Paradinas, znany jako μ-Ziq (ur. 26 września 1971 w Wimbledonie) – brytyjski muzyk elektroniczny, kompozytor i producent muzyczny. Założyciel wytwórni płytowej Planet Mu.

## Życiorys i twórczość
Paradinas urodził się 26 września 1971 w Wimbledonie, dorastał w różnych miejscach Londynu. Po raz pierwszy zaczął tworzyć muzykę w wieku 20 lat w domu, gdy nadal mieszkał z matką. Miał do dyspozycji czterościeżkowy magnetofon i ograniczony sprzęt. Na początku lat 80. zaczął grać na instrumentach klawiszowych słuchając takich zespołów, jak The Human League i New Order. W połowie lat 80. dołączył do kilku zespołów, grał osiem lat jako klawiszowiec w grupie Blue Innocence. W tym czasie tworzył na własną rękę używając syntezatorów i zapisując materiał na czterościeżkowym magnetofonie. Kiedy Blue Innocence rozpadł się w 1992 roku, Paradinas i basista Francis Naughton kupili oprogramowanie i ponownie nagrali część starego materiału Paradinasa. Wcześniej, w 1991 roku, podczas studiów na wydziale architektury na Uniwersytecie Kingston Paradinas rozpoczął działalność pod pseudonimem µ-Ziq. Porzucił studia, by skoncentrować wszystkie swoje wysiłki na muzyce. 
26 listopada 1993 roku ukazał się debiutancki album Paradinasa (pod pseudonimem µ-Ziq), Tango N'Vectif, wydany przez Rephlex Records. Wszystkie utwory skomponowali Paradinas i Naughton. Zdjęcie na okładce wykonał Richard James, współwłaściciel Rephlex Records. W 1994 roku ukazał się drugi album Paradinasa, Bluff Limbo. Pomimo promocyjnego nakładu 1000 egzemplarzy szybko zyskał rozgłos, trafiając nawet na listę 50 najlepszych albumów tego roku NME.
Kolejnym wydawnictwem Paradinasa (wydanym nadal pod szyldem µ-Ziq) była podwójna EP-ka The Auteurs Vs µ-Ziq z października 1994 roku, zrealizowana wspólnie z zespołem The Auteurs. Utwory napisał jeden z członków zespołu, Luke Haines, Paradinas natomiast zajął się ich remiksem i produkcją. Płytę wydały wspólnie Virgin Records i jej filia, Hut Recordings. Mimo że EP-ka nie okazała się najważniejszą pozycją w kategorii sprzedaży, Virgin zdecydowała się podpisać z Paradinasem kontrakt, co nastąpiło w 1995 roku. Paradinas planował wydanie pod szyldem Virgin własnego albumu, Salsa With Mesquite. Ponieważ Virgin nie miała w tym czasie dystrybutora tego rodzaju muzyki, więc przystała na pomysł stworzenia przez Paradinasa nowej wytwórni. Muzyk zaproponował nazwę Planet Mu, w nawiązaniu do nazwy Planet E, wytwórni Carla Craiga oraz do tytułu jednego ze swoich wczesnych, niewydanych utworów i do nazwy swojego domowego studia. Paradinas mógł wydawać zarówno własne nagrania, jak i nagrania artystów. W zawartej umowie znalazł się też zapis o nieograniczonym nagrywaniu pod różnymi pseudonimami, z czego muzyk skwapliwie skorzystał wydając jeszcze w tym samym, 1995 roku trzy albumy, pod pseudonimami Tusken Raiders i Jake Slazenger (Makesaracket).
W 1996 roku Paradinas nawiązał współpracę z Richardem Jamesem nagrywając dla wytwórni Rephlex wspólny album Mike and Rich; w tym samym roku podpisał kontrakt z Warp Records na realizacje swojego drugiego albumu pod pseudonimem Jake Slazenger, Das Ist Ein Groovy Beat, Ja. Kolejnymi jego albumami wydanym w tym roku były: Shaped to Make Your Life Easier, wydany pod pseudonimem Gary Moscheles przez belgijskie konsorcjum SSR/Crammed Discs oraz Spatula Freak, wydany pod pseudonimem Kid Spatula przez Reflective Records. 
W maju 1997 ukazał się jego trzeci właściwy album Lunatic Harness, utrzymany w stylu jungle z elementami hip-hopu i drill and bass w swoim własnym, niepowtarzalnym stylu. W 1998 roku odbył trasę koncertową po Ameryce jako support Björk. Trasa ta wywarła wpływ na album Royal Astronomy z 1999 roku, utrzymany w stylu acid techno, muzyki klasycznej i hip-hopu. Albumem tym Paradinas zadebiutował na rynku amerykańskim. Wydania albumu oraz popularyzacji nagrań artysty w Ameryce podjęła się wytwórnia Astralwerks.
W 2003 roku wydał Bilious Paths, pierwszy album pod pseudonimem µ-Ziq, które ukazał się w wytwórni Planet Mu. W 2007 roku Planet Mu wydała jego kolejny album, Duntisbourne Abbots Soulmate Devastation Technique. Na początku 2013 roku artysta wydał (pod pseudonimem Heterotic) wspólnie z żoną Larą Rix-Martin album Love & Devotion. W 2014 roku ukazał się jego album Rediffusion, w 2015 – kompilacja XTEP, w 2016 – dwa cyfrowe zbiory rzadkich lub niewydanych nagrań artysty, RY30 Trax i Aberystwyth Marine, a 2018 roku – kolejny album z tego cyklu, Challenge Me Foolish. Ten ostatni zawierał wybór niepublikowanych utworów z późnych lat 90., które powstały mniej więcej w tym samym czasie, gdy Paradinas supportował Björk i tworzył album Royal Astronomy.
W 2020 roku z okazji 24-lecia Planet MU ukazała się kompilacja PlanetMµ25, na której znalazły się nagrania spod znaku footwork, braindance i muzyki eksperymentalnej, reprezentowane przez takich twórców jak: East Man & Streema („Know Like Dat”), Konx-Om-Pax („Rez (Skee Mask Remix)”), Bogdan Raczynski („tteosintae”), Rui Ho („Hikari”), FARWARMTH („Shadows In The Air”), czy Meemo Comma („Tif'eret”). Paradinas wydał kolejne albumy: w 2022 roku: Goodbye, Magic Pony Ride i Hello, w 2023 – 1977 i w 2024 – Grush. 

## Znaczenie
Zdobywając sławę w latach 90. jako melodyjny, awangardowy producent elektroniczny, Mike Paradinas był rówieśnikiem takich eksperymentalnych artystów jak Luke Vibert, Squarepusher i Aphex Twin.
Stał się jednym z niewielu przedstawicieli muzyki elektronicznej, który stworzył rozpoznawalne i spersonalizowane brzmienie, łącząc jednocześnie daleko idący eksperymentalizm z przystępnością wyrażoną przez chwytliwe melodie i rytmy. Osiągnął dobre wyniki sprzedaży swoich płyt pozostając przy tym wiernym pionierskiemu duchowi undergroundu. Miranda Remington z magazynu The Quietus określiła wznowiony w 2022 roku album Lunatic Harness, „arcydziełem Paradinasa” i „klasykiem ery IDM, który (…) rozbrzmiewa krystaliczną błogością”. Jego rytmiczne deformacje zapowiadały [w 1997] spektrum gatunków w Planet Mu, zakorzenionych w jungle, techno, hardcore i gabber.

## Życie prywatne
W 2013 roku Paradinas poślubił Larę Rix-Martin, która również jest muzykiem. Wydaje własne nagrania pod pseudonimem Meemo Comma oraz prowadzi własną wytwórnię muzyczną, Objects Limited.

## Dyskografia

### Jako µ-Ziq
Lista na podstawie Discogs:

#### Albumy studyjne
- Tango n' Vectif (1993)
- Bluff Limbo (1994)
- In Pine Effect (1995)
- Lunatic Harness (1997)
- Royal Astronomy (1999)
- Bilious Paths (2003)
- Duntisbourne Abbots Soulmate Devastation Technique (2007)
- Chewed Corners (2013)
- Somerset Avenue Tracks (1992-1995) (2013)
- Aberystwyth Marine (2016)
- RY30 Trax (2016)
- Challenge Me Foolish (2018)
- Scurlage (2021)
- Magic Pony Ride (2022)
- Hello (2022)
- 1977 (2023)
- Mix For Bleep (2023, kaseta, mixtape)
- Grush (2024)

#### EP-ki
- Phi*1700 (U/V) (1994)
- µ-Ziq Vs The Auteurs (1994)
- Salsa with Mesquite (1995)
- Dauphine (1995)
- Urmur Bile Trax Volume 1 (1997)
- Urmur Bile Trax Volume 2 (1997)
- My Little Beautiful (1997)
- Brace Yourself (1998)
- The Fear (1999)
- http://the-raft.com EP (1999)
- Ease Up (2005)
- XTEP (2013)
- Rediffusion (2014)
- Pthagonal EP) (2017)
- D Funk EP) (2018)
- Goodbye) (2022)
- Galope) (2023)

#### Single
- „Royal Astronomy” (1999)
- „The Hwicci Song” (1999)

#### Kompilacje
- Urmur Bile Trax Volume 1 Volume 2 (1997)
- XTLP (2015)
- Furthur Electronix Trax (2022)

### Jako Tusken Raiders
Lista na podstawie Discogs:

#### Albumy studyjne
- Boundary Road (2021)

#### EP-ki
- Bantha Trax (1995)
- Bantha Trax Vol. 2 (1999)
- The Motorbike Track (1999)
- Inchstar Static EP (2018)
- Bantha Trax Vol. 3 (2020)
- Housewerk EP (2021)
- Housewerk Vol.2 (Deep Clean) (2021)
- Housewerk Vol.3 (2021)
- Housewerk Vol.4 (2021)
- Housewerk Vol.5 (2021)
- Housewerk Vol.6 (2021)
- Piano Track (2022)
- Bantha Trax Vol.4 (2022)
- Housewerk Vol.7 (2022)
- Bantha Trax Vol.5 (2023)

#### Kompilacje
- Housewerk Vol.1 & Vol.2 (2022)
- Housewerk 3 / 4 (2023)
- Housewerk 5 / 6 (2023)

### Jako Jake Slazenger
Lista na podstawie Discogs:

#### Albumy
- Makesaracket (1995)
- Das Ist Ein Groovybeat, Ja (1996)
- Drops A Deuce (2020)
- Ace In The Hole (2020)

#### EP-ki
- Megaphonk (1995)
- Nautilus (1996)

#### Single
- „Pewter Dragon” / „On The Street” (2006)

### Jako Kid Spatula
Lista na podstawie Discogs:

#### Albumy
- Spatula Freak (1995)
- Full Sunken Breaks (2000)
- Meast (2004)

#### Single
- „Unity Gain” / „Hard Love” (1999) z Jegą

### Jako Gary Moscheles
Lista na podstawie Discogs:

#### Albumy
- Shaped to Make Your Life Easier (1996)

### Jako Heterotic
Kolaboracyjny projekt Mike’a Paradinasa i Lary Rix-Martin:

#### Albumy
- Love & Devotion (2013)
- Weird Drift (2014)

#### Ep-ki
- Rain (Ft. Vezelay) (2014)